# Leucophenga wauensis
Leucophenga wauensis är en tvåvingeart som beskrevs av Toyohi Okada 1989. Leucophenga wauensis ingår i släktet Leucophenga och familjen daggflugor. Inga underarter finns listade i Catalogue of Life.